# Llista de ponts de la Catalunya del Nord
Llista de ponts de la Catalunya del Nord i la Fenolleda ordenats per comarca i municipi.
Informació actualitzada per un bot. Els canvis manuals es perdran quan s'actualitzi!
| imatge | Nom                            | instància de                                                     | Municipi                       | Comarca           | travessa                  | hi passa                             | Elevació s.n.m. en m | Any  | Mides                             | estat de conservació | coordenades                                                             | Protecció | WD Comm.                                              |
| ------ | ------------------------------ | ---------------------------------------------------------------- | ------------------------------ | ----------------- | ------------------------- | ------------------------------------ | -------------------- | ---- | --------------------------------- | -------------------- | ----------------------------------------------------------------------- | --- | ----------------------------------------------------- |
|        | Aqüeducte d'Ansinyà            | aqüeducte pont                                                   | Ansinyà                        |                   | Aglí                      |                                      |                      |      | llarg:170 m alt:15 m              |                      | 42° 45′ 54″ N, 2° 30′ 53″ E / 42.765°N,2.51472°E                        | monument històric catalogat monument seleccionat per la missió d'identificació del patrimoni immobiliari en perill (2023) | Modifica les dades a Wikidata · Més imatges a Commons |
|        | pont de Caramany               | viaducte                                                         | Caramany                       |                   | llac de Caramany          |                                      |                      |      |                                   |                      | 42° 44′ 32″ N, 2° 34′ 16″ E / 42.742285°N,2.571203°E                    | | Modifica les dades a Wikidata                         |
|        | Pont Antic de Ceret            | pont                                                             | Ceret                          |                   |                           |                                      |                      |      |                                   |                      | 42° 29′ 52″ N, 2° 44′ 19″ E / 42.497861111111°N,2.7386666666667°E       | | Modifica les dades a Wikidata                         |
|        | Pont de la carretera a Ceret   | pont de carretera pont d'arcs inferiors                          | Ceret                          |                   | Tec                       | carretera                            |                      | 1939 |                                   |                      | 42° 29′ 44″ N, 2° 44′ 38″ E / 42.495555555555555°N,2.7438611111111113°E | | Modifica les dades a Wikidata · Més imatges a Commons |
|        | Pont del Diable                | pont d'arcs inferiors pont de pedra pont de carretera            | Ceret                          |                   | Tec                       |                                      |                      | 1360 | llum:45.45 m ample:4 m alt:22.3 m |                      | 42° 29′ 43″ N, 2° 44′ 39″ E / 42.49529444°N,2.74411389°E                | monument històric catalogat                                                                                               | Modifica les dades a Wikidata · Més imatges a Commons |
|        | pont del ferrocarril de Ceret  | pont ferroviari pont d'arcs inferiors                            | Ceret                          |                   | Tec                       | ferrocarril                          |                      | 1885 |                                   |                      | 42° 29′ 45″ N, 2° 44′ 35″ E / 42.495782°N,2.743009°E                    | | Modifica les dades a Wikidata · Més imatges a Commons |
|        | aqüeducte de les Arcades       | aqüeducte                                                        | Perpinyà                       |                   |                           |                                      |                      |      | llarg:300 m ample:4.6 m alt:13 m  |                      | 42° 40′ 31″ N, 2° 53′ 12″ E / 42.675277777778°N,2.8866666666667°E       | monument històric catalogat                                                                                               | Modifica les dades a Wikidata · Més imatges a Commons |
|        | pont ferroviari sobre la Tet   | pont ferroviari                                                  | Perpinyà                       |                   | Tet                       |                                      |                      |      | llarg:179 m                       |                      | 42° 42′ 01″ N, 2° 52′ 39″ E / 42.7003318°N,2.8775258°E                  | | Modifica les dades a Wikidata                         |
|        | pont megalític d'Eina          | pont de llosa de pedra                                           | Eina                           | Alta Cerdanya     |                           |                                      |                      |      |                                   |                      | 42° 28′ 56″ N, 2° 04′ 08″ E / 42.482205°N,2.068777°E                    | | Modifica les dades a Wikidata                         |
|        | Pont del Reür                  | pont                                                             | la Guingueta d'Ix              | Alta Cerdanya     |                           | N-152                                |                      |      |                                   |                      | 42° 26′ 02″ N, 1° 56′ 26″ E / 42.433772910412°N,1.94056421607523°E      | | Modifica les dades a Wikidata                         |
|        | viaducte de Porta              | pont ferroviari                                                  | Porta                          | Alta Cerdanya     | riu Querol                | línia Portèth Sent Simon - Puigcerdà |                      |      |                                   |                      | 42° 30′ 01″ N, 1° 50′ 26″ E / 42.5004°N,1.8406°E                        | monument històric inventariat                                                                                             | Modifica les dades a Wikidata · Més imatges a Commons |
|        | Pont de Galba                  | pont                                                             | Formiguera Puigbalador         | Capcir            |                           |                                      |                      |      |                                   |                      | 42° 37′ 51″ N, 2° 06′ 10″ E / 42.63095°N,2.1028916666667°E              | | Modifica les dades a Wikidata                         |
|        | pont de Fontpedrosa            | pont ferroviari                                                  | Fontpedrosa                    | Conflent          | Tet                       | Tren Groc                            |                      | 1908 | llarg:236.7 m alt:65 m            |                      | 42° 31′ 04″ N, 2° 12′ 13″ E / 42.51777778°N,2.20361111°E                | monument històric inventariat marca «Patrimoni del segle XX»                                                              | Modifica les dades a Wikidata · Més imatges a Commons |
|        | Pont d'en Labau                | aqüeducte pont                                                   | Rodès Bulaternera Illa         | Conflent Rosselló | Tet                       | Rec Reial de Tuïr                    |                      |      |                                   |                      | 42° 39′ 40″ N, 2° 34′ 10″ E / 42.661°N,2.56934°E                        | monument històric inventariat                                                                                             | Modifica les dades a Wikidata · Més imatges a Commons |
|        | pont Gisclard                  | pont d'acer pont ferroviari pont atirantat                       | Sautó                          | Conflent          | Tet                       | Tren Groc                            |                      | 1908 | llum:156 m llarg:253 m alt:62 m   |                      | 42° 30′ 14″ N, 2° 08′ 36″ E / 42.503908°N,2.143419°E                    | monument històric inventariat monument històric catalogat marca «Patrimoni del segle XX»                                  | Modifica les dades a Wikidata · Més imatges a Commons |
|        | Pont de la Farga               | pont                                                             | Vallestàvia                    | Conflent          |                           |                                      | 573                  |      |                                   |                      | 42° 33′ 51″ N, 2° 31′ 34″ E / 42.564135°N,2.525997°E                    | | Modifica les dades a Wikidata                         |
|        | Pont d'en Xandre               | pont                                                             | Bula d'Amunt Prunet i Bellpuig | Rosselló          | Bulès                     |                                      | 380.6                |      |                                   |                      | 42° 35′ 12″ N, 2° 37′ 07″ E / 42.586666666666666°N,2.618611111111111°E  | | Modifica les dades a Wikidata                         |
|        | pont Lluís Companys            | pont de carretera pont penjant                                   | el Voló                        | Rosselló          | Tec                       | Route départementale 900             |                      | 1962 | llarg:121 m ample:12.5 m          |                      | 42° 31′ 16″ N, 2° 49′ 57″ E / 42.52119444444445°N,2.8324869444444443°E  | | Modifica les dades a Wikidata · Més imatges a Commons |
|        | pont ferroviari sobre el Tec   | pont ferroviari                                                  | Elna Palau del Vidre           | Rosselló          | Tec                       | Línia de Narbona a Portbou           |                      |      | llarg:245 m                       |                      | 42° 34′ 59″ N, 2° 57′ 42″ E / 42.5830892°N,2.9615326°E                  | | Modifica les dades a Wikidata                         |
|        | Viaducte del Tec               | viaducte d'una línia ferroviària d'alta velocitat                | Montesquiu d'Albera Tresserra  | Rosselló          | Tec                       | LAV Perpinyà-Figueres                |                      |      | llarg:392 m                       |                      | 42° 32′ 07″ N, 2° 51′ 23″ E / 42.53529256956102°N,2.8563050685558307°E  | | Modifica les dades a Wikidata                         |
|        | viaducte del Duí               | pont                                                             | Portvendres                    | Rosselló          |                           | RD 914                               |                      | 1993 | llarg:256 m alt:50 m              |                      | 42° 30′ 57″ N, 3° 04′ 19″ E / 42.5158°N,3.07204°E                       | | Modifica les dades a Wikidata                         |
|        | viaducte del Rard              | viaducte d'una línia ferroviària d'alta velocitat                | Trullars Vilamulaca            | Rosselló          | Rard                      | LAV Perpinyà-Figueres                |                      |      | ulls:4 llarg:180 m                |                      | 42° 35′ 58″ N, 2° 50′ 52″ E / 42.599309013850714°N,2.8477065903737344°E | | Modifica les dades a Wikidata                         |
|        | viaducte sobre l'A9            | viaducte d'una línia ferroviària d'alta velocitat pont de bigues | Vilamulaca                     | Rosselló          | A9 Còrrec de Coma d'Egues | LAV Perpinyà-Figueres                |                      |      |                                   |                      | 42° 35′ 27″ N, 2° 50′ 58″ E / 42.59085852591236°N,2.849410982509597°E   | | Modifica les dades a Wikidata                         |
|        | pont de Can Bia                | pont                                                             | Arles                          | Vallespir         |                           |                                      |                      |      | llarg:63 m                        |                      | 42° 27′ 10″ N, 2° 37′ 21″ E / 42.4529°N,2.6224°E                        | | Modifica les dades a Wikidata · Més imatges a Commons |
|        | viaducte ferroviari dels Banys | viaducte ferroviari pont de carretera                            | els Banys i Palaldà            | Vallespir         | Tec                       | línia Elna-Arles                     |                      |      |                                   |                      | 42° 28′ 36″ N, 2° 40′ 26″ E / 42.4766412°N,2.6739103°E                  | | Modifica les dades a Wikidata · Més imatges a Commons |